# Solanidine
La solanidine est un alcaloïde toxique issu de la décomposition des glyco-alcaloïdes de la pomme de terre, telles l'α-chaconine et l'α-solanine, dont elle constitue la forme aglycone.

## Utilisation
La solanidine est un très important précurseur pour la  synthèse d'hormones et de certains composés actifs en pharmacologie.